# CA 15.3
 (septembre 2023).
Si vous disposez d'ouvrages ou d'articles de référence ou si vous connaissez des sites web de qualité traitant du thème abordé ici, merci de compléter l'article en donnant les références utiles à sa vérifiabilité et en les liant à la section « Notes et références ».
L’antigène CA 15.3 est associé au cancer du sein, dont il constitue un marqueur dosable dans le sang. Il n’est pas très sensible : il n’accompagne pas tous les cancers du sein et n’est décelé à des taux anormaux que pour une tumeur déjà importante (dans un à trois cas sur dix seulement pour un cancer sans métastase). 
Il est augmenté modérément dans des maladies non cancéreuses du foie (cirrhose ou hépatite), plus nettement dans d’autres cancers, génitaux ou digestifs. Il n’a donc pas d’intérêt pour le diagnostic du cancer du sein. Plus tard il contribue à la surveillance de la malade, pour détecter une éventuelle rechute ou pour suivre les effets d’un traitement quand l’examen clinique ou un autre examen complémentaire plus simple ne suffit pas : sa diminution indique en principe une bonne réponse thérapeutique, sa ré-augmentation une nouvelle aggravation de la maladie.

## Source
- FNCLCC